# زیردریایی یو-۴۷۶
زیردریایی یو-۴۷۶ (به انگلیسی: German submarine U-476) یک زیردریایی بود که طول آن ۶۷٫۱ متر (۲۲۰ فوت ۲ اینچ) بود. این زیردریایی در سال ۱۹۴۳ ساخته شد.